# Палиери
Палиери е червен десертен сорт грозде с произход от Италия. Хибриден сорт, получен в резултат на кръстосване на сортовете Алфонс Лавале и Червена малага. Среща се в почти всички страни с развито лозарство – Италия, Испания, Гърция, Унгария, Турция, Северна Македония и др. В България е внесен през 1965 г. Първоначално е проучен в Института по лозарство и винарство – гр. Плевен и впоследствие е размножен в цялата страна.
Лозите са силнорастящи, със средна родовитост, чувствителни на гъбни болести и неприятели. Чувствителни са на ниски зимни температури. Сортът е склонен на изресяване и милерандаж при неблагоприятни климатични условия по време на цъфтеж.
Палиери се отнася към средно до къснозреещите сортове. Гроздето узрява през втората половина на септември.
Гроздът е средно голям до голям, коничен, често крилат, с едно крило, полусбит до рехав. Зърното е много едро, овално до продълговато. Кожицата е дебела, жилава, тъмносиня, с обилен восъчен налеп. Консистенцията на зърното е месестосочна. Вкусът е хармоничен, леко тръпчив, неутрален.
Предназначен е за прясна консумация, издръжлив на транспорт и съхранение.